# Geszty Szilvia
Geszty Szilvia (Geszty Sylvia, illetve a külföldi sajtóban Sylvia Geszty) (Budapest, 1934. február 28. – Stuttgart, 2018. december 15.) magyar-német koloratúrszoprán opera-énekesnő. 2005-ben a Magyar Köztársasági Érdemrend tisztikeresztjével tüntették ki művészi pályafutása elismeréseként.
Nemzetközi hírű énekesnő, akit a koloratúra királynője névvel is illetnek. Legnagyobb sikereit Mozart-operák szerepeiben aratta, de az operákon kívül sikeres dalénekes is volt (nyilatkozata szerint ezt szerette leginkább), illetve fellépett oratóriumokban és operettekben, szerepelt a televízióban is. Előadásaiban ragyogó énektechnikája, jó színészi játéka és kiváló stíluskészsége egyszerre mutatkozott meg. Kristálytiszta magas hangja a felső f-ig terjedt.

## Életpályája
Lengyel származású apa gyermekeként Witkowsky Ilona Mária Szilvia néven született, a Geszty vezetéknevet később, első férje neve után vette fel. Elmondása szerint a művészetek iránti érdeklődését és tehetségét az énekesnek készült édesanyjától örökölte. Ő maga már kiskorától kezdve énekelt, balettozott, zongorázni tanult, játszott színjátszó csoportban, darabokat rendezett és koreografált. Az érettségit követően a színművészeti főiskolára jelentkezett, a felvételire édesapja egyik betege, Pethes Sándor készítette fel. A felvételin a Hamletből Ophelia őrülési jelenetét adta elő, majd kérésre elénekelt egy dalt (Martini: Plaisir d’amour). Miután meghallották szép hangját, a Zeneművészeti Főiskolára (a Zeneakadémiára) irányították át, ahová később maximális pontszámmal vették föl, s ahol 1955–1959 között tanult Hoór Tempis Erzsébetnél. Még főiskolásként és legfiatalabb indulóként lett ötödik a Schumann-énekversenyen, majd 1958-ban megnyerte a budapesti Liszt Ferenc Énekversenyt, a toulouse-i énekversenyen pedig harmadik helyezést ért el.
A Zeneakadémia elvégzése után 1959-től az Országos Filharmónia szólistája, majd még ebben az évben a kelet-berlini Staatsoper ösztöndíjas énekese lett, ahol aztán 1961–1970 között már társulati tag volt. Az 1960-as években a világ számos operaházában színpadra lépett, például Rómában, Londonban, Buenos Airesben, a New York-i Metropolitanben. Londonba 1965-ben hívta meg Solti György A varázsfuvola előadására.
1970-ben megkapta az NSZK-állampolgárságot és áttelepült Nyugat-Berlinbe. 1970–1972 között a hamburgi Staatsoper magánénekese, 1972–1975 között a stuttgarti Staatstheater első koloratúrszopránja volt. 1966 és 1974 között állandó közreműködő volt az edinburghi, a salzburgi, a müncheni, a luzerni és a glyndebourne-i fesztiválokon, vendégszerepelt a bécsi, a müncheni és a drezdai operában is.
1975-től több mint húsz évig a stuttgarti, és több mint öt évig (1986–1991) a zürichi Zeneakadémián tanított. Tanítványa volt mások mellett Melanie Diener, Regina Kabis, Marlis Petersen és Falk Struckmann. Mesterkurzusokat is tartott, itthon a Magyar Állami Operaházban is.
1998-ban Poznańban, majd Luxembourgban Donizetti Don Pasquale című operáját rendezőként vitte színpadra. 1988 és 2002 között kétévente nemzetközi, a nevét viselő koloratúrversenyeket rendeztek, amelyen hangnemtől függetlenül indulhattak énekesek. 2004-ben jelent meg önéletrajza.
Élete utolsó hat évében Stuttgart-Riedenbergben élt, és idős kora ellenére fellépéseket is vállalt.

## Családja
Édesapja lengyel származású – már az apai nagyapa sem Lengyelországban, hanem Brünnben született –, aki a színészet iránt érdeklődött, de végül orvos lett. Édesanyja énekesnőnek készült, de orvos férje nem engedte neki ezt a pályát. Az 1937. február 23-án született húga, Witkovszky Erika (később Karácsonyné) zongoratanár-igazgató, karvezető, festő, költő lett. Első férje Geszty Péter volt, akitől gyermeke született még a Zeneakadémiára történt felvételije előtt.

## Főbb szerepei
- Az Éj királynője (Mozart: A varázsfuvola)
- Zerbinetta (Richard Strauss: Ariadné Naxoszban)
- Alcina (Händel: Alcina)
- Ámor (Gluck: Orfeusz és Euridiké)
- Konstanze (Mozart: Szöktetés a szerájból)
- Donna Anna (Mozart: Don Giovanni)
- Fiordiligi (Mozart: Così fan tutte)
- Rosina (Rossini: A sevillai borbély)
- Norina (Donizetti: Don Pasquale)
- Lucia (Donizetti: Lammermoori Lucia)
- Gilda (Verdi: Rigoletto)
- Violetta (Verdi: Traviata)
- Mimi (Puccini: Bohémélet)
- Olympia, Giulietta, Antonia, Stella (Offenbach: Hoffmann meséi)
- (ifj. Johann Strauss: A denevér)